# شركة البناء الحكومية الصينية
شركة البناء الحكومية الصينية، هي شركة بناء صينية مملوكة للدولة الصينية، وتعمل كمقاول مشروع EPC في مجال تصميم المشاريع والتخطيط والإدارة لها، والاستعانة بمصادر خارجية، والهندسة المعمارية وصناعة مواد البناء العقارية والبنية التحتية الحضرية والصناعية.
تم إطلاق شركة الهندسة الإنشائية المملوكة للدولة في الصين في العام الخامس وأصبحت الآن ثالث أكبر شركة إنشاءات في العالم.   
يقع المقر الرئيسي للشركة في بكين ويتم تداول أسهمها في بورصة شنغهاي.

## المشاريع
- شاركت في بناء مطار بكين داشينغ الدولي
- بناء جامع الجزائر (1,5 مليار دولار)
- التوسعة الجديدة لمطار الجزائر (550 مليون دولار)
- العاصمة الإدارية الجديدة في مصر
- مركز القاهرة الدولي للمؤتمرات في مصر
- مركز مؤتمرات ومجمع مكاتب الاتحاد الأفريقي في إثيوبيا
- المقر الرئيسي للبنك التجاري الإثيوبي في إثيوبيا
- ملعب أديس أبابا الوطني في إثيوبيا
- تجديد جسر ألكسندر هاملتون في نيويورك
- أعمدة التهوية لتمديد مترو الأنفاق رقم 7 في نيويورك
- سوخ تشين غاردنز وهو مجمع سكني مسور يقع في ضواحي لاهور، باكستان
- برج الاتحاد في موسكو، أعلى ناطحة سحاب في أوروبا
- مركز شانغهاي المالي العالمي
- شاركت في بناء مركز السباحة الوطني ببكين
- ميدان شون هينغ
- مركز اختبار الصواريخ التابع لمركز شنتشو الفضائي (أحد أكبر ثلاثة مشاريع صينية للخطة الخمسية الثامنة، فاز بالجائزة الأولى للتقدم العلمي والتقني الوطني)
- محطة الركاب بمطار هونغ كونغ تشيك لاب كوك
- متحف ألف في ميامي، الولايات المتحدة
- ليزا سوهو في بكين، الصين
- المبنى الإداري الرئيسي لبنك الصين في هونغ كونغ
- مبنى شركة هاير (مصنع الثلاجات) في كارولاينا الجنوبية، الولايات المتحدة
- جامعة نانيانغ التكنولوجية في سنغافورة
- توسيع السفارة الأسترالية في بكين
- سفارة ماليزيا في بكين
- السفارة الألمانية الجديدة في بكين
- برج سكاي سيتي
- فندق ماريوت في شنغهاي
- فندق كمبينسكي في بكين
- مطار شيانيانغ الدولي في شيان
- مطار باييون الدولي في قوانغتشو
- مطار تاوشيان الدولي في شنيانغ
- ملعب الشهداء في الكونغو
- ملعب الكريكيت في بربادوس
- طريق كاتماندو-تيراي السريع في النيبال (1.2 مليار دولار)
- سدة الهندية الجديدة، بما في ذلك جسر السكة الحديد على نهر الفرات في العراق
- مشروع ري شمال الجزيرة في العراق
- برج الدوحة في قطر
- مطار الناصرية في العراق